# U.S. Post Office Arlington Main
Das U.S. Post Office Arlington Main ist ein historisches Gebäude des heutigen United States Postal Service (bis 1971 United States Post Office Department) in Arlington, Massachusetts. Das Bauwerk ist insbesondere bekannt für ein Wandgemälde aus dem Jahr 1938 im Eingangsbereich. Seit 1985 ist das Gebäude Contributing Property zum Arlington Center Historic District, 1986 folgte die eigenständige Aufnahme in das National Register of Historic Places.

## Beschreibung

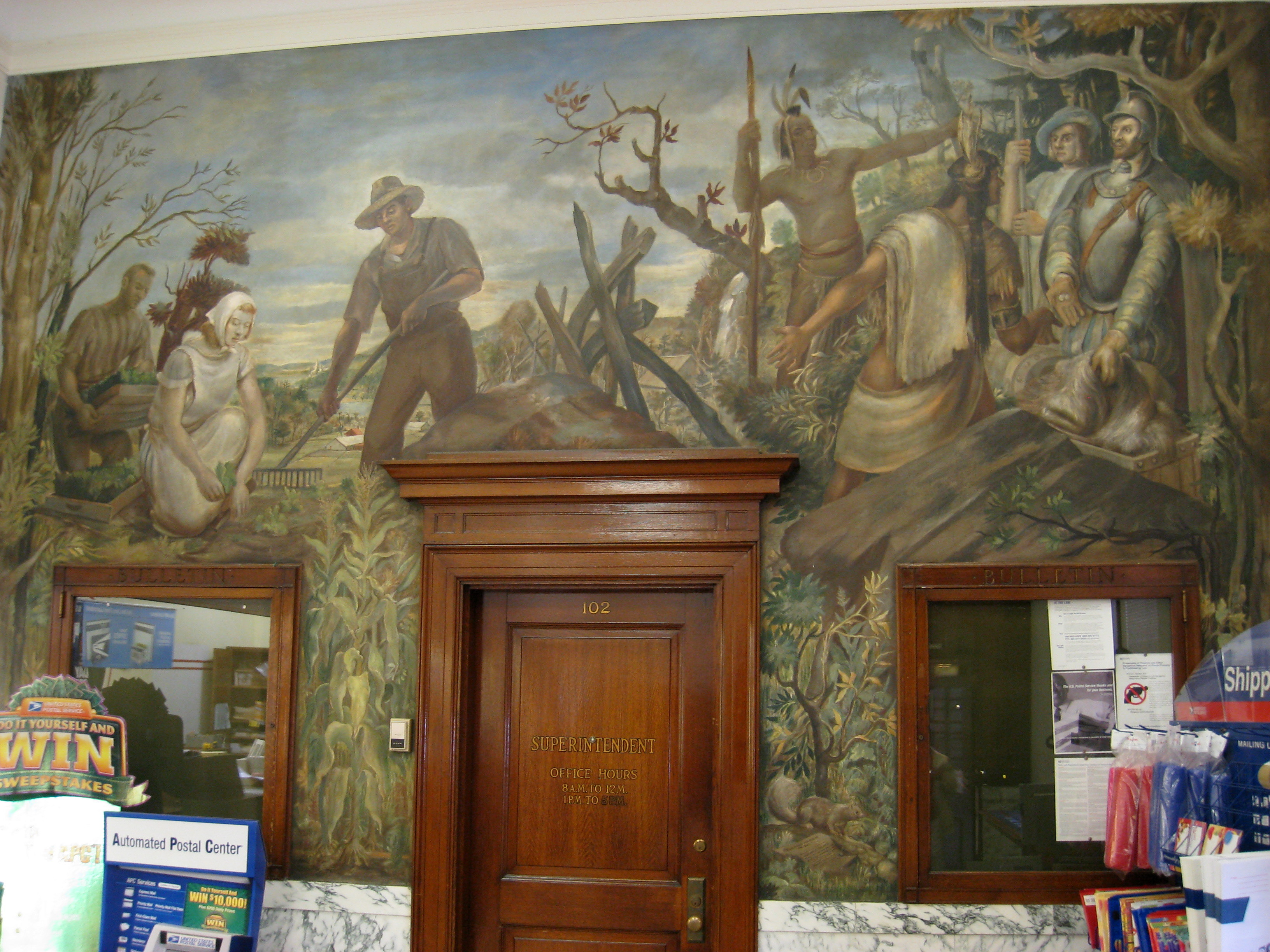
Das 1938 angefertigte Wandgemälde von William C. Palmer im Eingangsbereich des Postamts

Das Postamt Arlington ist in einer vereinfachten Version der Colonial-Revival-Architektur entworfen und wurde 1935 zum Preis von 175.000 US-Dollar (heute ca. 3.999.000 Dollar bzw. 3.430.000 Euro) errichtet. Zu seinen markanten Merkmalen gehören ein Schieferdach mit Walmdachform, eine hölzerne Kuppel, Zierquader aus Backstein und ein Eingangsbogen aus Kalkstein. Das Gebäude ist sowohl im Grundriss als auch in der Ansicht symmetrisch, wobei ein späterer Anbau die ursprüngliche Struktur fast verdoppelt. Der ursprüngliche Gebäudeteil ist durch seine Zierquader aus Backstein und Kalksteinkonsolen gekennzeichnet. Im Grundriss ist das Gebäude vorne mit einem kleinen Vorraum und einer öffentlichen Lobby versehen.
Sieben Granitstufen mit schmiedeeisernen Geländern bilden den Haupteingang. Das Gebäude erhebt sich über seinem Granitsockel mit Backstein in flämischem Verband und Kalksteindetails. Die Frontansicht (Ostseite) teilt die siebengliedrige Struktur in einen leicht vorspringenden dreigliedrigen Mittelteil mit jeweils zweigliedrigen Flügeln auf beiden Seiten. Im Mittelteil befindet sich der Eingangsbereich, der von einem Kalkstein-Eingangsrahmen mit Schlussstein, Lünettenfenster und rustizierten Pilastern, die ein Gebälk tragen, eingefasst ist.
Das Dach des mittleren Teils ist höher als die angrenzenden Seiten; der Gesimsbereich verfügt über einen kleinen Kalksteinriegel mit einem größeren, gezahnten Kalksteingesims darüber und wird von einem achteckigen, offenen, säulengetragenen Glockenturm (Belfried) mit Kupferkuppel bekrönt.

## Historische Bedeutung
Das im Jahr 1935 errichtete Postamt Arlington ist Teil einer Vielzahl architektonisch bedeutender Gebäude im Zentrum der Stadt, die aus dem frühen 19. bis zur Mitte des 20. Jahrhunderts stammen. Architektonisch ist dieses Gebäude bedeutsam, da es die Politik der Public Works Administration (P. W. A.) der 1930er Jahre widerspiegelt, die auf standardisierte Bauweise und effizientere Planung setzte. So wurden beispielsweise Standorte für neue Postgebäude in den 1930er Jahren eher unter dem Gesichtspunkt einer effizienteren Dienstleistung als aufgrund ihrer prominenten Lage an Hauptstraßen ausgewählt – das Hauptpostamt Arlington befindet sich daher in einer Wohnstraße. Sein Gesamtbild wirkt eher wohnlich als institutionell und passt sich so gut in die Nachbarschaft mit Wohnhäusern ein.
Der Kolonialstil wurde für das Design möglicherweise in Anspielung auf die historischen Verbindungen Arlingtons zu britischen und amerikanischen Gefechten im Zusammenhang mit der Schlacht von Lexington und Concord gewählt. Der Colonial-Revival-Stil war in den 1930er Jahren nach dem Klassizismus der zweitbeliebteste Architekturstil für Bundesgebäude. Zusammen mit dem Klassizismus symbolisierte der Colonial-Revival-Stil sowohl die amerikanische Vergangenheit als auch ihren zukünftigen Fortschritt und wurde zunehmend zum architektonischen Symbol von Gebäuden der Bundesregierung.